# Jindřich Lorenz
Jindřich Lorenz (20. srpna 1854 Třebíč – 8. října 1935 Třebíč) byl třebíčský knižní nakladatel a knihkupec.

## Biografie
Jindřich Lorenz vystudoval reálku v Jihlavě, poté se vyučil knihkupcem v dílně Jana Františka Kubeše v nynějším Havlíčkově Brodě, později získával praxi i v Brně, Praze či Vídni.
V roce 1874 vydává cestopis o své cestě do Benátek.
Ve Vídni v roce 1877 založil (spolu s kolegou) knihkupectví a antikvariát, později se vrátil do Třebíče a v roce 1880 založil spolu s J. F. Kubešem společnost, zpočátku působili jako filiálka jihlavského knihkupectví Leopolda z Lowenthalu. V roce 1883 (k 1. lednu 1884) převzal celou společnost obchodu s knihami a další rok již vede dílnu pod svým jménem. Během let 1884 a 1935 vydal kolem 200 titulů. Vydával regionální literaturu (díla Viléma Nikodéma), kapesní slovníky (různé jazyky), beletrii, Lorenzův adresář knihkupců, nakladatelů a příbuzných odborů v Republice československé, jakož i čsl. závodů v cizině a často i kolibří či diamantová zmenšená vydání knih.
Zemřel 8. října 1935 v Třebíči a byl pohřben na městském Starém hřbitově.

## Externí odkazy

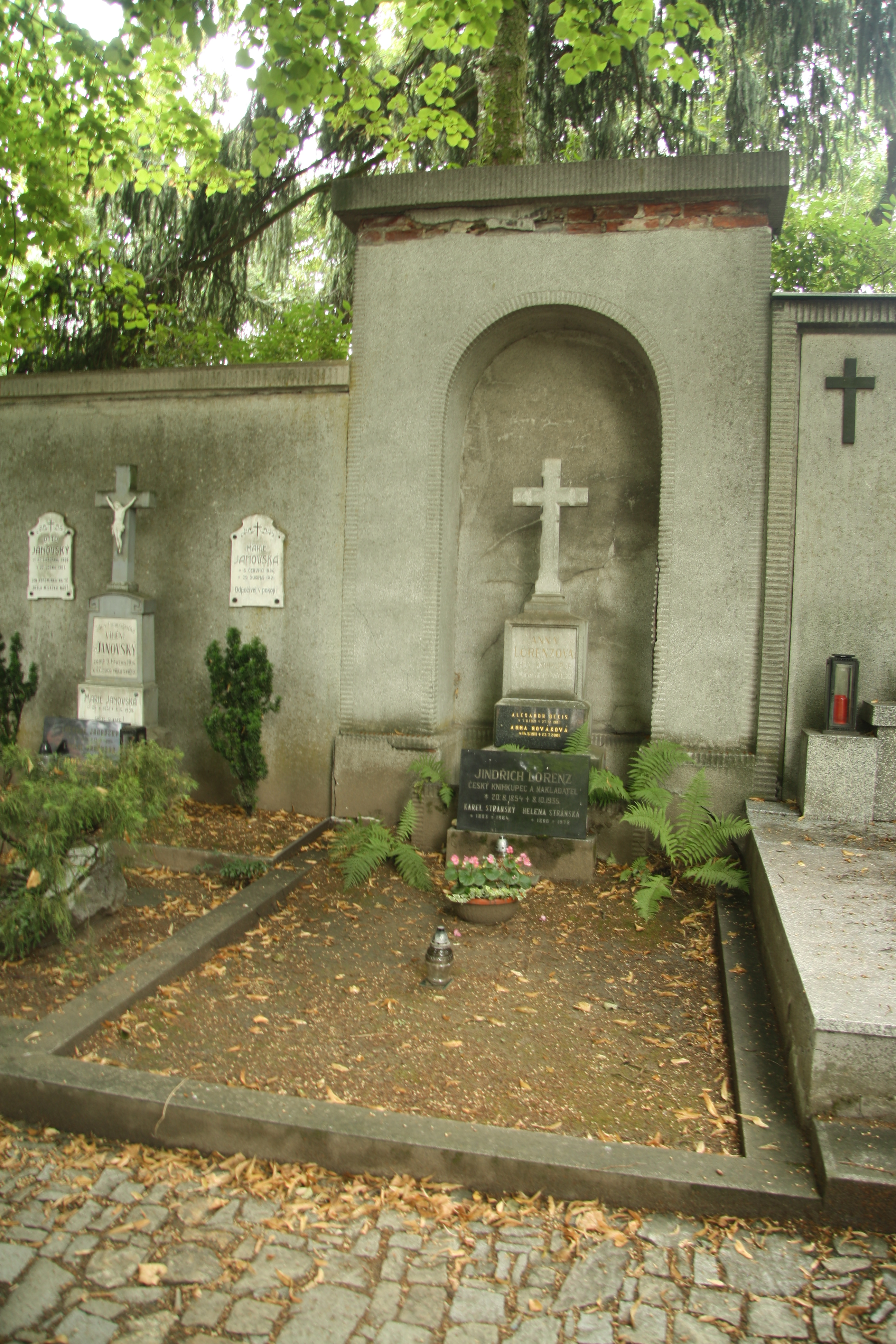
Hrob rodiny Lorenzovy na Starém hřbitově v Třebíči